# Lázár Mór
Szárhegyi gróf Lázár Mór (Szárhegy, 1817. március 20. – Marosvásárhely, 1865. augusztus 4.) földbirtokos és lótenyésztő.

## Élete
Gróf Lázár József és Péchy Eszter fia. Első oktatását a marosvásárhelyi iskolákban nyerte; innét a kolozsvári gimnáziumban és líceumban folytatta tanulmányait. Azután apja házához Marosvásárhelyre tért vissza és a királyi táblai joggyakorlathoz kezdett. 1839-tól 1843-ig Marosszék tiszteletbeli jegyzője volt. 1841. február 1-jén nőül vette a művelt lelkű Barcsai Polit, aki Polixena névvel maga is írt a Kolozsvári Közlönybe (1858. A nők írói jogosultságáról, melyet a Hölgyfutár 136. és 137. sz. átvett). Lázár falura telepedve gazdasággal foglalkozott, míg az 1848-as események őt is a székely táborba szólíták, ahol tiszti rangot viselt. A november 5. marosvásárhelyi események után, apját a város részéről kezesnek adták. 1849-ben egy ideig Urbán császári és királyi ezredes fogva tartotta Kolozsvárt. A szabadságharc után Bilakra (Doboka megye) települt, ahol gazdasága kedvenc ágát a ménes tette, melynek nemesítésére nagy gondot és költséget fordított; evégre 1857-ben Angliába utazott és Yorkshire legjelesebb lótenyésztő-intézeteit látogatta meg és Tatton Sykestől telivér angol anyakancákat hozott. A család ősfészkében Szárhegyen és gyergyói javaiban ő volt a legnagyobb birtokos.
Hírlapi cikkeket írt anyagi kérdéseinkről.
Proclamatiója: Fegyverre polgártársak! Marosvásárhely; 1848. ápr. 15. (Fegyverre szólítja magyar polgártársait a bujtogatók és honárulók ellen, ívrét egy lap.)